# إيمي غولدن
إيمي غولدن (بالإنجليزية: Amy Goldin) هي صحفية أمريكية، ولدت في 20 فبراير 1926، وتوفيت في 2 أبريل 1978.